# Dieny
Dieny nebo alkadieny jsou nenasycené uhlovodíky, které obsahují v řetězci dvě dvojné vazby. Jsou podskupinou alkenů. Dieny s dvojnými vazbami vycházejícími z jednoho atomu uhlíku mají tendenci se přesmykovat na alkyny. Jejich základní vzorec je CnH2n-2. Dělí se na:
- kumulované: C=C=C−C (dvojné vazby se kumulují u sebe)
- konjugované: C=C−C=C−C (dvojné vazby se střídají)
- izolované: C=C−C−C=C (dvojné vazby jsou odděleny minimálně dvěma jednoduchými vazbami)

Nejjednodušší stálý zástupce je butadien (přesněji buta-1,3-dien, CH2=CH-CH=CH2), který je surovinou pro výrobu kaučuku. Dalším významným představitelem je izopren (2-methylbuta-1,3-dien, CH2=C(CH3)-CH=CH2), ze kterého se polymerací vyrábí izoprenové pryskyřice.
n CH2=C(CH3)-CH=CH2 → [-CH2-C(CH3)=CH-CH2-]n

## Rozdělení dienů

### Alkadieny
Jedná se vlastně o alkeny s dvěma dvojnými vazbami:
- buta-1,3-dien
- penta-1,3-dien (jedním z jeho izomerů je izopren)
- hexadien atd.

### Cykloalkadieny
Jedná se o cykloalkeny s dvěma dvojnými vazbami:
- cyklopentadien
- cyklohexadien
- cyklooktadien

## Konjugované dieny
V přírodě jsou nejdůležitější konjugované dieny, které zároveň vykazují několik zvláštností od ostatních dienů

### Rezonanční struktury
Podle teorie rezonance mají všechny konjugované dieny několik rezonančních struktur:
(Příklad buta-1,3-dien) CH2 = CH – CH = CH2 ↔ CH2− – CH+ – CH = CH2 ↔ CH2+-CH = CH – CH2− ↔ CH2 = CH – CH+ – CH2−

### Elektrofilní adice
```
Adice na konjugované dieny může probíhat dvěma způsoby:
```

- 1,2-adice: CH2 = CH – CH = CH2 + Cl2 → CH2Cl – CHCl – CH = CH2
  - Reakce probíhá podle Markovnikovova pravidla
  - Tento produkt převládá při nižších teplotách ⇒ kineticky řízená adice
- 1,4-adice: CH2 = CH – CH = CH2 + Cl2 → CH2Cl – CH = CH – CH2Cl
  - Reakce probíhá proti Markovnikovovu pravidlu
  - Tento produkt převládá při vyšších teplotách ⇒ termodynamicky řízená adice

- Příklad: Adice HBr na buta-1,3-dien
- Při teplotě 0 °C je poměr 1,2 ku 1,4 produktu 71 % : 29 %
- Při 40 °C je poměr 1,2 ku 1,4 produktu 15 % : 85 %